# Меморіал Слави (Чернігів)
Меморіа́л Сла́ви радя́нським во́їнам, партиза́нам і підпі́льникам або Моги́ла Невідо́мого солда́та і військо́вий меморіа́льний ко́мплекс — меморіальний комплекс та пам'ятка історії місцевого значення, зведена на Болдиних горах на честь 40-ї річниці перемоги у Німецько-радянській війні. В рамках комплексу було запалено Вічний вогонь. Розташований на території Новозаводського району міста Чернігів (Україна), між вулицями Толстого, Іллінською і Лісковицькою.
Меморіал перебуває на балансі Департаменту культури і туризму, національностей та релігій Чернігівської обласної державної адміністрації

## Історія та опис
У вересні 1941 року під час оборони Чернігова в районі заводу «Жовтневий молот» загинув невідомий радянський солдат, якого чернігівці тут і поховали. 1967 року останки воїна перенесено на Болдині гори. 1986 року могилу покрито гранітною плитою, в центрі якої горить Вічний вогонь, у головах встановлено 20-метровий тригранний обеліск з написом: «Ім'я твоє невідоме, подвиг твій, слава твоя безсмертні». Від монумента гранітні сходи ведуть до майданчика, де встановлено скульптурну композицію з бронзи — фігури давньоруського воїна, радянського солдата часів Німецько-радянської війни, партизана і жінки-трудівниці, які символізують боротьбу народу за свободу і незалежність Батьківщини. Правіше (між скульптурною композицією і сходами) розміщено п'ять гранітних стел із бронзовими барельєфами, які зображують похід князя Ігоря Святославича проти половців, події Жовтневого перевороту, Громадянської війни, Німецько-радянської війни, боротьбу партизанів і підпільників Чернігівщини.
Урочисте відкриття оновленого меморіалу відбулося 8 травня 1986 року, приурочене до 40-ї річниці перемоги у Німецько-рядянськцій війні. Автори проєкту: скульптор Ю. М. Лоховинін і архітектор М. В. Чернов.
Згідно з рішенням виконкому Чернігівської обласної ради депутатів трудящих № 286 від 31.05.1971 меморіалу присвоєно статус пам'ятки історії місцевого значення з охоронним № 24 та охоронною зоною. Згідно з наказом Департаменту культури і туризму, національностей та релігій Чернігівської обласної державної адміністрації від 26.06.2019 № 245 Меморіал іменується як Могила Невідомого солдата та військовий меморіальний комплекс.
Згідно з положеннями закону «Про засудження комуністичного та націонал-соціалістичного (нацистського) тоталітарних режимів в Україні та заборону пропаганди їхньої символіки», 18 липня 2016 року барельєфи, що зображують події Жовтневого перевороту та Громадянської війни демонтовано і відвезено на зберігання на одне з комунальних підприємств Чернігова. Передбачається встановлення нових барельєфів на місці демонтованих.
Деякий час на місці двох демонтованих барельєфів були плакати з хронологією війни на сході України[джерело?].
Під час облоги Чернігова у березні 2022 обеліск меморіалу був пошкоджений уламками від обстрілу армією РФ.

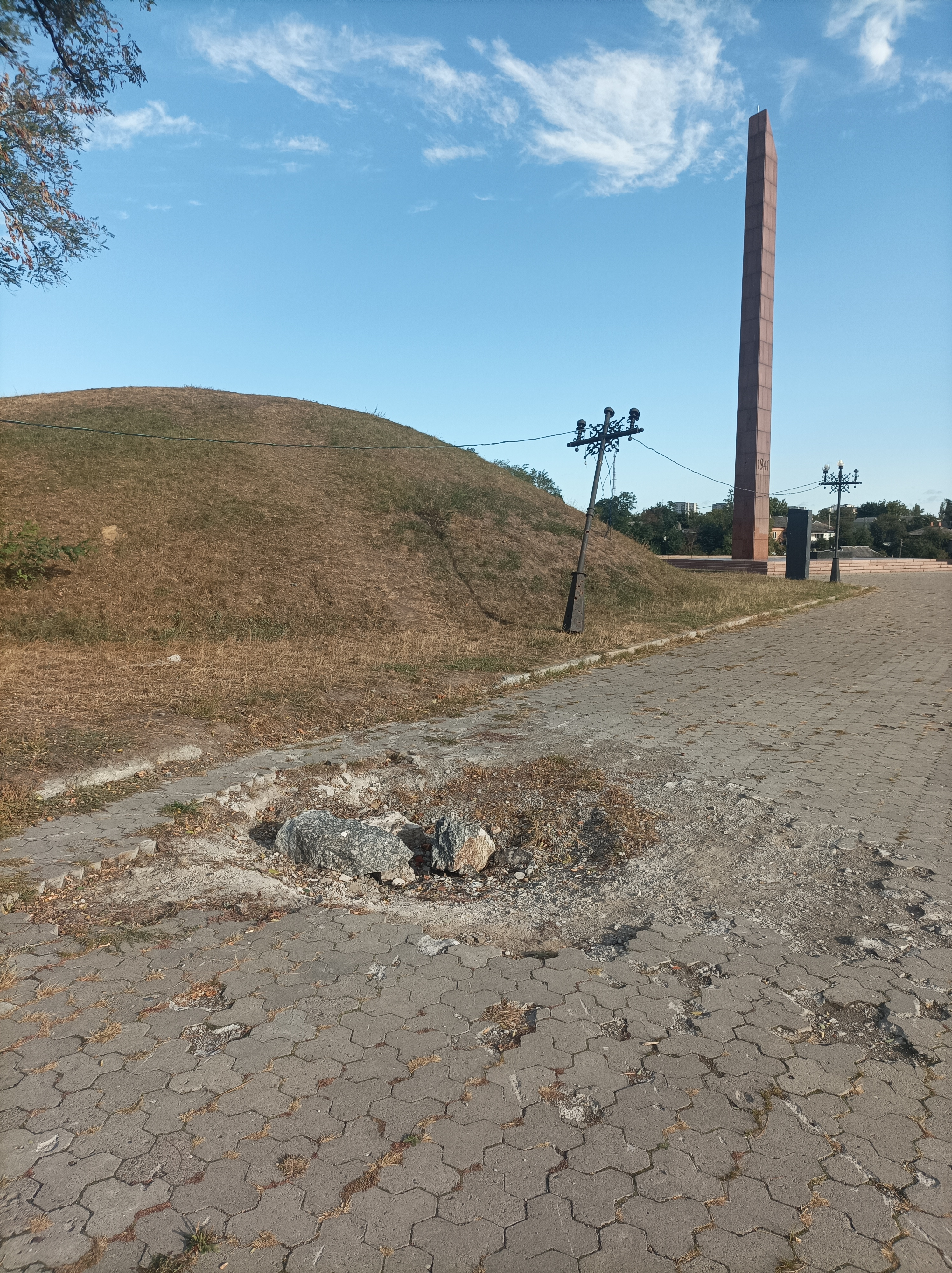
Воронка від обстрілу у 2022 році армією РФ біля меморіалу Слави